# Paul Ben-Haim
Paul Ben-Haim o Paul Ben-Chaim (פאול בן חיים) (Múnic, Alemanya, 5 de juliol de 1897 – Tel-Aviv, Israel, 14 de gener de 1984) fou un compositor, pedagog musical i director d'orquestra israelià.
Després d'haver estudiat al Wilhelmsgymnasium de Múnic, Ben-Haim va estudiar a l'Akademie der Tonkunst, on va tenir com a professors a Friedrich Klose, Walter Courvoisier (composició musical); i Berthold Kellermann (piano). Per aquell temps, Ben-Haim era l'assistent de Bruno Walter i Hans Knappertsbusch. Entre 1924 i 1931, va ser Kapellmeister (mestre de capella) a Augsburg. El 1933, va fugir a Tel-Aviv, i va començar a viure prop de la plaça Dizengoff, i des de llavors, Ben-Haim es va exercir com a compositor i director d'orquestra. A través de la seva col·laboració amb el cantant Braha Zefira, Ben-Haim va arribar a conèixer diverses cançons jueus i àrabs, de les quals, les melodies i ritme van tenir certa influència en les seves composicions.
Entre els estudiants de Ben-Haim, destaquen Eliahu Inbal, Tzvi Avni, Ben-Zion Orgad, Ami Maayani i Noam Sheriff.
Ben-Haim va guanyar el Premi Israel de música a 1957.
Va morir als 86 anys, a Tel-Aviv, el 14 de gener de 1984.